# Gospodarka Kazachstanu
Gospodarka Kazachstanu – ogół zjawisk gospodarczych w Kazachstanie.

## Ogólna charakterystyka gospodarki
Gospodarka Kazachstanu jest głęboko uzależniona od produkcji ropy naftowej, która generuje około 70% wartości eksportu i zapewnia 50% wpływów budżetowych.

## System walutowy
Walutą kraju jest tenge (KZT).

## Główne bogactwa naturalne
Kazachstan posiada bogate zasoby surowców naturalnych. Znajduje się tu wiele ważnych, wykorzystywanych w przemyśle minerałów.
Kazachstan dysponuje znacznymi zasobami ropy naftowej i gazu ziemnego, które znajdują się na zachodzie i południu kraju.
Kazachstan zaliczana jest do grona 20 państw o największych zasobach naftowych na świecie, dysponując ok. 2% światowych rezerw. Potwierdzone zasoby ropy naftowej szacowane są na 30 mld baryłek (wg BP Statistical review 2013). Największe zasoby usytuowane są na zachodzie kraju. Do największych złóż należą: Kaszagan (wydobycie rozpoczęto w 2016 r.), Tengiz, Karaczaganak, Uzen, Kalamkas i Żetybaj.
Większość kazachstańskiego gazu ziemnego to tzw. gaz towarzyszący ropie naftowej. Zasoby surowca skoncentrowane są w 4 złożach (80% zasobów): Karaczaganak, Tengiz, Imaszewskoje i Kaszagan. Potwierdzone rezerwy gazu w styczniu 2012 r. szacowane były na 1,3 bln m³ (BR Statistical review 2013).
Kazachstan posiada duże zasoby rud chromu (30% zasobów światowych). Produkcja skoncentrowana jest w obwodzie aktiubińskim, gdzie zasoby surowca wynoszą ok. 160 mln ton.
W Kazachstanie w 11 miejscach wydobywa się rudy manganu; łączne ich zasoby wynoszą ok. 600 mln ton. Wysokiej jakości ruda, o średniej zawartości metalu 40%, znajduje się w złożach Kamys i Uszkatynsz.
Złoża uranu są oceniane na 470 tys. ton (25% zasobów światowych i pierwszy producent w świecie w 2012 r.), zasoby ołowiu (drugie miejsce w świecie) wynoszą ok. 14,9 mln ton, a cynku (pierwsze miejsce w świecie) 34,7 mln ton. Największe złoża ołowiu i cynku znajdują się w miejscowościach Szałkija i Dżajrem. Występują także pokłady rud magnezu, miedzi (piąte zasoby w świecie), rud żelaza, barytu, wolframu, molibdenu i srebra.
Kazachstan posiada również znaczne ilości innych surowców energetycznych. Zajmuje ósme miejsce na świecie pod względem wydobycia węgla (wydobywany jest on głównie metodą odkrywkową w ponad 400 miejscach, a jego roczne wydobycie dochodzi do 100 mln ton). Ocenia się, że wykorzystano dotychczas mniej, niż 3% jego zasobów.
W Kazachstanie występują również metale szlachetne, między innymi złoto, którego zasoby szacuje się na około 800 ton.

## Główne sektory gospodarki

### Sektor naftowo-gazowy
Przemysł naftowy i gazowy jest w Kazachstanie główną i najbardziej dynamicznie rozwijającą się gałęzią przemysłu. Dochody z tej działalności stanowią znaczną część PKB (ponad 15%) oraz dochodów z eksportu (ponad 60%). Kazachstan zajmuje pod względem potwierdzonych zasobów ropy naftowej 12. miejsce na świecie (BP Statistical Review of the World Energy).
Potwierdzone morskie i lądowe rezerwy węglowodorów w Kazachstanie szacuje się na około 30 mld baryłek, tj. 1,8% światowych zasobów. Około 70% z nich skupionych jest na zachodzie kraju; znaczna ich część związana jest ze złożami soli i znajduje się na głębokości ponad 5 tysięcy metrów. Większość rezerw skupiona jest w okolicach ropo- i gazonośnych obszarów Kaszagan, Tengiz i Karaczaganak.
Potwierdzone zasoby gazu na terytorium Kazachstanu wynoszą 1,5 bln m³; przewidywane zasoby gazu 5 bln m³. Większość złóż gazu położona jest na zachodzie kraju w pobliżu rejonu Morza Kaspijskiego. Gaz w Kazachstanie w dużej mierze występuje wspólnie z zasobami naftowymi, tzw. gaz towarzyszący. Do najważniejszych pól gazowych zaliczyć należy Amangeldy, położone na południu kraju, oraz Żanażoł, położone na zachodzie Kazachstanu.

### Rolnictwo
W Kazachstanie sektor rolniczy charakteryzuje się dużym potencjałem. Poza zaspokajaniem krajowego popytu na podstawowe artykuły żywnościowe produkuje on w znacznych ilościach zboża, mięsa, wełny, bawełnę oraz szereg innych towarów eksportowych.
Rolnictwo jest drugim, po górnictwie nafty i gazu, najważniejszym sektorem gospodarki kazachstańskiej. W sektorze tym zatrudnionych jest około 9% ludności. Pola uprawne rozciągają się na przestrzeni 223 mln ha, w tym uprawy zbóż wynoszą 27 mln ha, a obszary nawadniane 2,3 mln ha. Na północy i na północnym wschodzie uprawia się głównie pszenicę i żyto. Zdolności eksportowe Kazachstanu sięgają około 4 mln ton zbóż rocznie. Na sztucznie nawodnionych terenach południa i południowego wschodu dominują plantacje bawełny (141 tys. ha), tytoniu i ryżu (70 tys. ha). Na stepach i na południowym zachodzie kraju hoduje się bydło. Całkowite pogłowie bydła szacuje się na ponad 5 mln sztuk.

### Elektroenergetyka
Produkcją energii elektrycznej w Kazachstanie zajmuje się 118 elektrowni o różnej mocy i różnej strukturze własnościowej. Łączna moc wszystkich elektrowni wynosi 22 tys. MW. Elektrownie dzielą się na obiekty o znaczeniu państwowym przemysłowym i regionalnym.
Około 72% energii jest produkowane z węgla, 12,3% wytwarzają hydroelektrownie, 10,6% pochodzi z gazu, 4,9% z ropy naftowej. Alternatywne źródła energii stanowią 0,2% w ogólnym bilansie energetycznym.

### Górnictwo węglowe
Przemysł węglowy Kazachstanu jest jednym z ważniejszych sektorów gospodarki. Kazachstan znajduje się na 8. miejscu w świecie pod względem wydobycia węgla, posiadając 3,8% światowych zapasów tego surowca.
Największymi producentami węgla w Kazachstanie są przedsiębiorstwa obwodu pawładarskiego: „Bogatyr Akces Komir” S.A. (42,8% wydobycia), odkrywka „Wschodni” O.S.A. „Euroazjatyjska Kompania Energetyczna” (20,7%), „Majkuben – West” Z.S.A. (3,3%, w tym 96,6% wydobycia węgla brunatnego) oraz obwodu karagandyńskiego: „Ispat – Karmet” O.S.A. (12,3%) oraz zakład „Borły” koncernu „Kazachmys” (8,7%). Wyżej wymienieni producenci wydobywają 87,7% kazachstańskiego węgla.
Branża węglowa zapewnia produkcję 80% elektroenergetyki, prawie w 100% zaopatruje w surowce produkcję koksochemiczną, zaspokaja zapotrzebowanie na węgiel sektora komunalnego oraz ludności.

### Transport
Udział transportu i komunikacji w PKB Kazachstanu wynosi około 8%.
Długość szerokotorowych linii kolejowych wynosiła w 2004 r. 13,7 tys. km, a dróg kołowych – 258 tys. km, z czego 94% było utwardzonych.
Loty międzynarodowe obsługują przede wszystkim dwa główne porty lotnicze w Ałmaty i Astanie. Międzynarodowymi portami są również lotniska w Atyrau, Aktau, Aktubińsku, Karagandzie, Kustanaju, Szymkencie i Uralsku.
Dwa porty morskie (Aktau i Kuryk) i dwa rzeczne (Atyrau na Uralu i Pawłodar na Irtyszu) obsługują głównie przewozy towarowe.

## Handel zagraniczny
Obroty handlowe Kazachstanu z zagranicą w 2019 r. wyniosły 97 mld USD. Eksport osiągnął poziom 61 mld USD, a import 32,5 mld USD.

## Uczestnictwo w wielostronnych organizacjach i porozumieniach o charakterze gospodarczym
- Euroazjatycka Unia Gospodarcza (Białoruś, Kazachstan, Rosja, Kirgistan, Armenia),
- Euroazjatycka Wspólnota Gospodarcza (Białoruś, Kazachstan, Kirgistan, Rosja, Tadżykistan),
- Środkowoazjatycka Wspólnota Gospodarcza (Kirgistan, Kazachstan, Tadżykistan, Uzbekistan),
- Szanghajska Organizacja Współpracy (Chiny, Kazachstan, Kirgistan, Rosja, Tadżykistan, Uzbekistan),
- Strefa Wolnego Handlu WNP (Rosja, Ukraina, Białoruś, Kazachstan, Armenia, Kirgistan, Mołdawia)[1].